# Николич, Иван Михайлович
Иван Михайлович Николич (1820—1879) — российский педагог, помощник попечителя рижского и казанского учебных округов. Действительный статский советник

## Биография
Родился 4 (16) декабря 1820 года. Учился в Рижской губернской гимназии. В 1840 году начал учиться на медицинском факультете Дерптского университета, но в том же году перешёл в Главный педагогический институт, после окончания которого с февраля 1842 года работал преподавателем русского языка в Дерптской гимназии, а с 1848 года — старшим учителем русского языка в Митавской гимназии.
В 1863—1864 годах — инспектор Костромской гимназии, в 1864—1868 годах — инспектор начальных школ в Витебске и Могилёве. Затем был назначен помощником попечителя Казанского учебного округа; с 1868 по 1873 годы — помощник попечителя Дерптского учебного округа, а с 1873 года — снова помощник попечителя Казанского учебного округа.
С 16 апреля 1867 года — действительный статский советник. В 1865 году награждён орденом Св. Анны 2-й ст. с императорской короной, а 1869 году — орденом Св. Владимира 3-й ст., в 1872 году — орденом Св. Станислава 1-й ст., в 1874 году — орденом Св. Анны 1-й ст.
Умер 2 (14) марта 1879 года.
Из его сочинений известны:
- Опыт пояснения видов русских глаголов. — Dorpat: Gedruckt bei I.C. Schünmann's Wittwe, 1843. — 18 с.
- «Краткий очерк истории русской словесности» / Сост. ст. учитель Риж. гимназии С. Шафранов и ст. учитель Митав. гимназии И. Николич. — Ревель: Ф. Клуге, 1860. — 54 с.
- Русская хрестоматия для употребления в училищах прибалтийских губерний. Ч. 1. Проза / сост. С. Шафранов и И. Николич. (2-е изд., пересмотр. и увелич. Ч. 1. — Ревель: Ф. Клуге, 1865.)
- учебник «Синтаксис русского языка, составленный сравнительно с языком немецким». — 3-е испр. и пополн. изд. — Митава; Лейпциг: Г.А. Рейер, 1859 (Лейпциг). — XII, 132 с. (4-е испр. и пополн. изд. — Ревель: Ф. Клуге, 1870.)

Свои научные и педагогические статьи Николич помещал в «Филологических записках» («Современный взгляд на сравнительное языкознание»; 1873, I; «Грамматические заметки», 1873 и др.), «Рижском вестнике», «Могилевских губернских ведомостях» и «Отчетах Курляндского общества литературы и искусств» (1863).